# Endasys pseudocallistus
Endasys pseudocallistus är en stekelart som beskrevs av Luhman 1990. Endasys pseudocallistus ingår i släktet Endasys och familjen brokparasitsteklar. Inga underarter finns listade i Catalogue of Life.